# Aquí vamos otra vez
Aquí vamos otra vez es la segunda producción musical del grupo colombiano 1280 Almas, publicado en 1994 fue grabado y mezclado en noviembre de 1993 al poco tiempo de haber lanzado el exitoso Háblame de Horror, a su vez es el primer álbum del grupo prensado por un sello discográfico internacional (BMG).
Tras el lanzamiento del disco, 1280 Almas tuvo una presentación promocional en la que tocaron junto a la agrupación francesa Mano Negra que finalizaba en Bogotá su legendaria gira el "Expreso del hielo y fuego", en este trabajo se consolidó la propuesta de la banda más inclinada hacia el Punk y los ritmos tropicales, aparecerían algunos éxitos como «Diablo» y «Los Planetas» además de nuevas versiones de algunos temas del primer álbum (Háblame de Horror). Para la promoción del álbum se publicó un nuevo videoclip del sencillo «Flores en las cortinas».

## Contenido
Aquí vamos otra vez acerco a "Las Almas" a un sonido más crudo, incluso que el de su primer disco esto es apreciable en las nuevas versiones de «Soledad Criminal» y «Deja De Llorar» así como en los nuevos sonidos de «Flores En Las Cortinas», «Discordia» o «Rata Muerta» estas últimas cargadas de una fuerte crítica a la cultura undderground y la sociedad de época, sin embargo, también se puede apreciar algo del sonido festivo muy cercano al Ska que influenciaría siguientes producciones en temas como «Borrachera», «Aquí Vamos Otra Vez» y «Ven Con Las Almas/Escucha Las Almas»; en esta entrega se incluirían nuevas versiones de «Sabré Olvidar» y de una de las baladas más reconocidas de Leonardo Favio «Mi tristeza».

## Lista de temas
| Aquí Vamos Otra Vez |                                                                         |                |          |  |
| N.º                 | Título                                                                  | Escritor(es)   | Duración |  |
| 1.                  | «Flores En Las Cortinas»                                                |                | 3:40     |  |
| 2.                  | «Borrachera»                                                            |                | 3:48     |  |
| 3.                  | «Soledad Criminal» (Nueva versión - original del Háblame de Horror)     |                | 3:10     |  |
| 4.                  | «Deja De Llorar» (Nueva versión - original del Háblame de Horror)       |                | 2:25     |  |
| 5.                  | «Sabré Olvidar» (Nueva versión - original del Háblame de Horror)        | TNT Band       | 2:39     |  |
| 6.                  | «Diablo»                                                                |                | 3:24     |  |
| 7.                  | «Discordia»                                                             |                | 4:05     |  |
| 8.                  | «Aquí Vamos Otra Vez»                                                   |                | 3:43     |  |
| 9.                  | «Los Planetas»                                                          |                | 3:13     |  |
| 10.                 | «Rata Muerta»                                                           |                | 1:16     |  |
| 11.                 | «Mi Tristeza»                                                           | Leonardo Favio | 3:10     |  |
| 12.                 | «Lo Que Puedes Desear» (Versión Remix - original del Háblame de Horror) |                | 3:29     |  |
| 13.                 | «Ven Con Las Almas/Escucha Las Almas» (Bonnus Track)                    |                | 3:29     |  |
| 40:39               |                                                                         |                |          |  |

## Músicos
- Fernando del Castillo - voz.
- Leonardo López - percusión latina.
- Juan Carlos Rojas - bajo.
- Hernando Sierra - guitarra.
- Pablo Kalmanovitz - batería.